# Viaduc de l'Hers
Le viaduc de l’Hers est un ouvrage d'art ferroviaire de type pont en arc situé dans le département français de Haute-Garonne en région Occitanie. Il est intégralement situé sur la commune de Toulouse et franchit l'autoroute A61 et l'Hers-Mort. Mis en service au 2ème semestre de l'année 2003 et ouvert au service commercial le 30 décembre 2003, le viaduc est emprunté par les rames de la ligne A du métro de Toulouse.

## Situation
Le viaduc est situé entre les stations Argoulets et Gramont.
Le viaduc franchit l'emprise réservée pour le contournement ferroviaire de Toulouse ; l'autoroute A61, qui est ici la rocade est de Toulouse ; et la rivière l’Hers-Mort, souvent simplement appelée l’Hers.

## Caractéristiques techniques
La longueur totale du viaduc est de 249 mètres, dont 55 mètres pour le tablier,. Il a été conçu par l'architecte et ingénieur Marc Mimram, et construit par les entreprises Baudin Chateauneuf (groupement) et DV Construction.

## Histoire
La construction du viaduc a commencé en juin 2001 et s'est achevée le 8 février 2002.

## Galerie

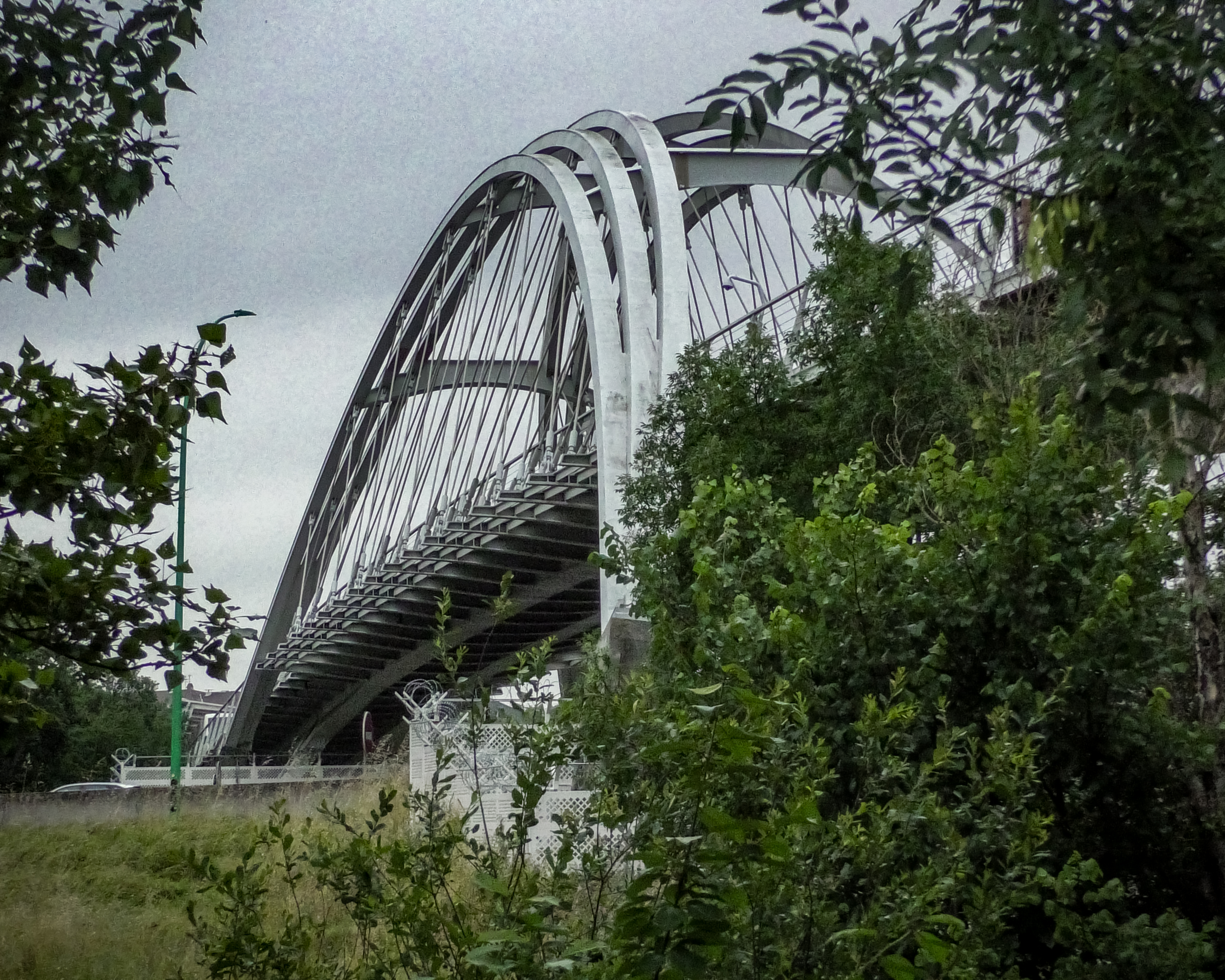
Le viaduc.
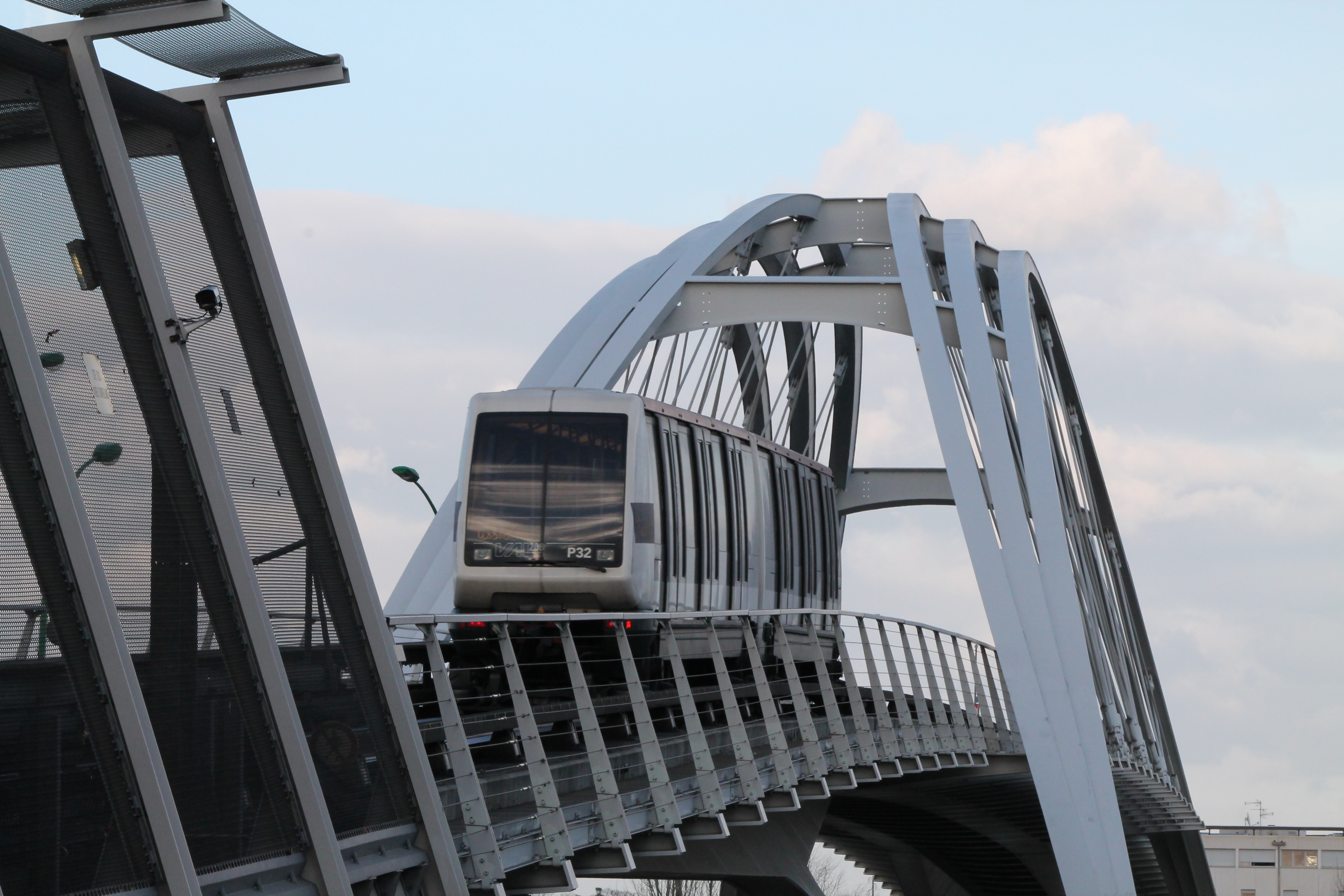
Passage d'une rame de métro avec l'ouvrage de transition vers le tunnel visible à gauche.
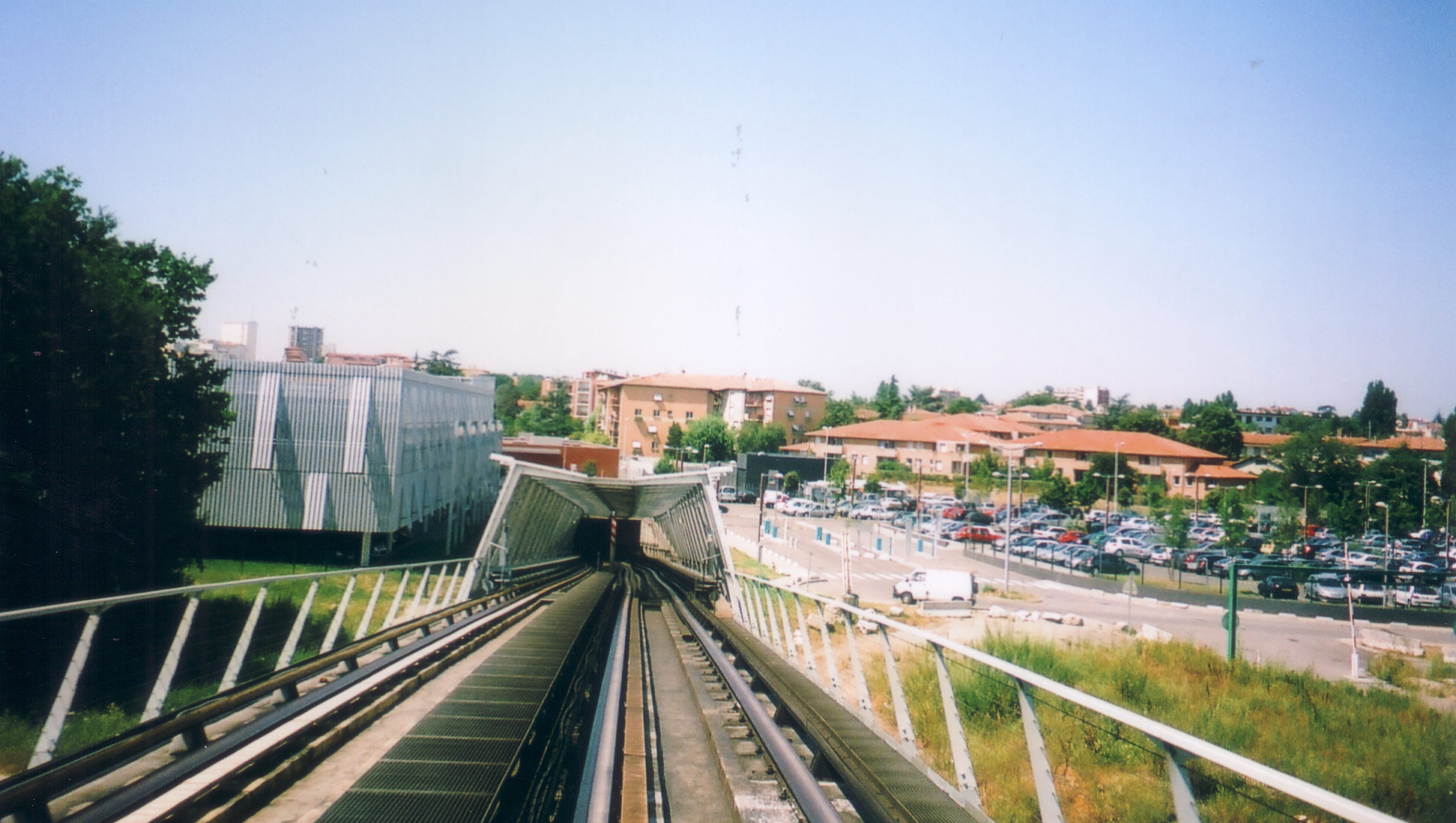
Fin du viaduc et entrée du tunnel en direction de la station Argoulets.
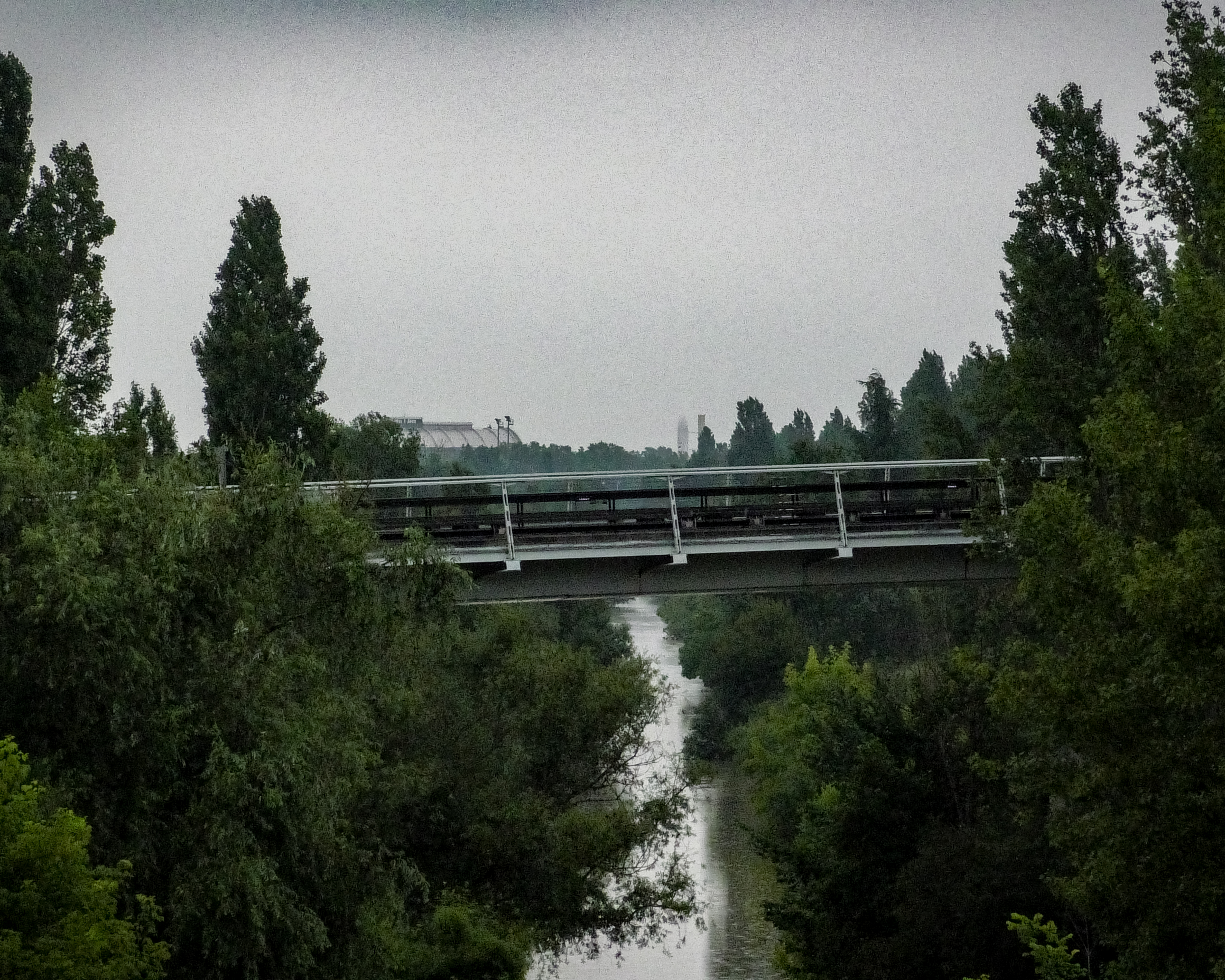
Le survol de l'Hers-Mort.
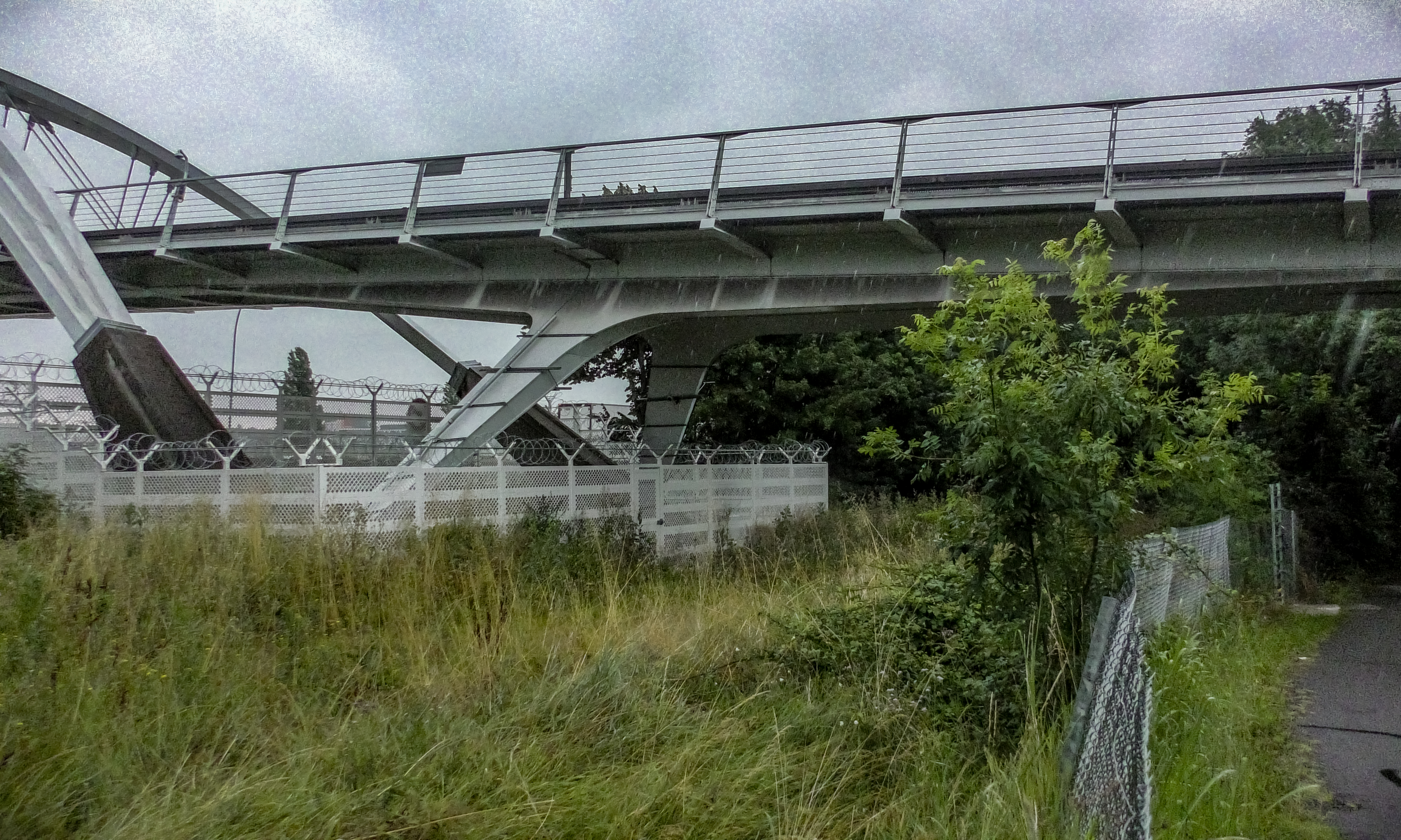
L'emprise réservée pour le projet de contournement ferroviaire de Toulouse, sous le viaduc.